# Adventure (альбом Madeon)
Adventure — дебютный альбом французского музыканта Madeon. Выпущен 27 марта 2015 года на его собственном лейбле popcultur, а также на Columbia Records, при участии таких музыкантов, как Kyan, Dan Smith (Bastille), Mark Foster (Foster the People), а также других.

## Предпосылки
В мае 2013 в нескольких интервью Хьюго заявил о своем желании написать альбом, выпуск которого планировался на 2014 год.
В июне 2014 Портер Робинсон, близкий друг Мэдиона, написал в Reddit следующее: «Я прослушал альбом Adventure и это просто потрясающе. Я уже пою одну песню из него целый день».
В Adventure я старался вложить все те эмоции и чувства, испытанные мной в подростковые годы. Я хотел, чтобы песни из альбома звучали более попсово и в более созерцательном тоне. Также я работал вместе со своими любимыми музыкантами, а в некоторых песнях записывал вокал сам, чего я раньше не делал.

## Список композиций
| №                   | Название                                | Автор(ы)                                 | Длительность |
| ------------------- | --------------------------------------- | ---------------------------------------- | ------------ |
| 1.                  | «Isometric (Intro)»                     | Hugo Pierre Leclercq                     | 1:20         |
| 2.                  | «You're On» (при участии Kyan)          | Leclercq Kyan Kuatois James Napier [ 5 ] | 3:12         |
| 3.                  | «OK»                                    | Leclercq Charlotte Aitchison Ed Drewett  | 3:01         |
| 4.                  | «La Lune» (при участии Dan Smith)       | Leclercq Dan Smith                       | 3:39         |
| 5.                  | «Pay No Mind» (при участии Passion Pit) | Leclercq Michael Angelakos               | 4:09         |
| 6.                  | «Beings»                                | Leclercq                                 | 3:35         |
| 7.                  | «Imperium»                              | Leclercq                                 | 3:18         |
| 8.                  | «Zephyr»                                | Leclercq                                 | 3:40         |
| 9.                  | «Nonsense» (при участии Mark Foster)    | Leclercq Mark Foster                     | 3:35         |
| 10.                 | «Innocence» (при участии Aquilo)        | Leclercq Ben Fletcher Tom Higham         | 3:44         |
| 11.                 | «Pixel Empire»                          | Leclercq                                 | 4:04         |
| 12.                 | «Home»                                  | Leclercq                                 | 3:45         |
| Общая длительность: | Общая длительность:                     | Общая длительность:                      | 41:12        |

| №                   | Название                                            | Автор(ы)                      | Длительность |
| ------------------- | --------------------------------------------------- | ----------------------------- | ------------ |
| 13.                 | «Icarus»                                            | Leclercq                      | 3:34         |
| 14.                 | «Finale» (при участии Nicholas Petricca)            | Leclercq Nicholas Petricca    | 3:24         |
| 15.                 | «The City»                                          | Leclercq Cass Lowe Zak Waters | 3:53         |
| 16.                 | «Cut the Kid»                                       | Leclercq                      | 3:17         |
| 17.                 | «Technicolor»                                       | Leclercq                      | 6:25         |
| 18.                 | «Only Way Out» (при участии Vancouver Sleep Clinic) | Leclercq Tim Bettinson        | 3:46         |
| Общая длительность: | Общая длительность:                                 | Общая длительность:           | 1:05:32      |

## Отзывы критиков
| Оценки критиков     | Оценки критиков |
| Источник            | Оценка          |
| ------------------- | --------------- |
| Digital Spy         | [ 6 ]           |
| Pitchfork           | 7.8/10          |
| We Got This Covered | [ 8 ]           |

Альбом получил в целом положительные отзывы от критиков и от публики.